# Reencarnación (banda)
Reencarnación es una banda de metal colombiana formada en 1987 en la ciudad de Medellín por Víctor Raúl Jaramillo. Es considerada una de las precursoras del género conocido como ultra metal y una de las primeras influencias de la banda de black metal Mayhem.

## Historia
La agrupación fue formada por el cantante, guitarrista y compositor Víctor Raúl Jaramillo, más conocido como «Piolín», en la ciudad de Medellín, Colombia. Jaramillo empezó a componer canciones a comienzos de la década de 1980 y conformó algunas agrupaciones de corta duración como Profecía y Ekrión. En 1987 y ya bajo el nombre de Reencarnación, la banda dio su primer concierto en un salón comunal del Barrio Castilla y publicó un demo titulado Dioses muertos. Un año después grabó el disco de estudio homónimo, el cual se convirtió en el primer larga duración grabado por una banda de metal en Colombia.
Luego de grabar un par de demos y en EP, en 1996 el grupo publicó su segundo larga duración, titulado Egipto. En ese momento habían dejado de ser una banda exclusivamente de metal extremo para acoger un sonido más experimental, algo evidente en sus siguientes producciones discográficas en la década de 2000: Visiones terranales y Más hombres, menos estatuas.
En 2011 retornaron a un sonido más crudo con el lanzamiento del disco Se puede vivir sin Dios. A finales de la década de 2010 la banda publicó algunos álbumes recopilatorios y un disco en vivo en 2019 titulado Al natural, que recoge presentaciones en directo entre 1987 y 2002.

## Legado
Junto con otras agrupaciones de Medellín de mediados de la década de 1980 como Parabellum, Danger, Blasfemia y Nekromantie, Reencarnación fue una de las bandas que crearon el estilo conocido como ultra metal. Se convirtieron además una de las inspiraciones tempranas de la escena del black metal noruego, especialmente del grupo Mayhem, pues gracias al intercambio de cintas su música llegó hasta este país europeo.

## Discografía

### Álbumes de estudio
| Año  | Título                      |
| ---- | --------------------------- |
| 1988 | Reencarnación               |
| 1996 | Egipto (1990-1995)          |
| 2000 | Visiones terrenales         |
| 2006 | Más hombres, menos estatuas |
| 2011 | Se puede vivir sin Dios     |

### Álbumes en vivo y recopilatorios
| Año  | Título                                 |
| ---- | -------------------------------------- |
| 2006 | 888 metal                              |
| 2007 | Demos 1987-1994                        |
| 2018 | 30 viajes al Leteo                     |
| 2019 | Dioses muertos / Acompáñame a la tumba |
| 2019 | Al natural (1987 y 2002)               |

### EP
| Año  | Título                |
| ---- | --------------------- |
| 1988 | Acompáñame a la tumba |
| 2018 | Pentadrama            |